# Anzhelika Sidorova
Anzhelika Aleksandrovna Sidorova (russo:  Анжелика Александровна Сидорова; IPA: [ɐnʐɨˈlʲikə ˈsʲidərəvə]; Moscou, 28 de junho de 1991) é uma atleta do salto com vara russa, medalhista olímpica.
Sidorova ganhou uma medalha de ouro no Campeonato Mundial de Atletismo de 2019 em Doha e uma medalha de prata nos Jogos Olímpicos de Verão de 2020 em Tóquio. Seu recorde pessoal é de 5,01 m, definido na final da Liga dos Diâmons de Zurique em 2021, tornando-se uma das únicas três mulheres no mundo a superar 5 metros..